# Hans Nielsen Hauge
Hans Nielsen Hauge (3 avril 1771 - 29 mars 1824) est l'un des prédicateurs laïcs norvégien du Réveil qui ont protesté contre l'établissement de l'Église de Norvège. Ses disciples et lui-même ont été persécutés à leur époque, même si leurs enseignements étaient en accord avec la doctrine luthérienne. Il commence à prêcher sur « la foi vivante » en Norvège et au Danemark, après une expérience mystique qui, selon lui, exigeait qu'il partage l'assurance du salut avec les autres. À l'époque, les prédications itinérantes et les rassemblements religieux tenus sans la surveillance d'un pasteur étaient illégaux, et Hauge a été arrêté à plusieurs reprises. Hauge est considéré comme une personnalité influente dans l'industrialisation de la Norvège. Il est également commémoré chaque année, le 29 mars, comme un rénovateur par l'Église évangélique luthérienne d'Amérique.

## Biographie
Hans Nielsen Hauge est le quatrième de dix enfants, né le 3 avril 1771 dans sa ferme ancestrale de Hauge à Tune, près de Sarpsborg dans le comté d'Østfold. Il connaît une jeunesse pauvre et ordinaire jusqu'à ce qu'il reçoive le 5 avril 1796, son « baptême spirituel » dans un champ près de sa ferme. Dans les deux mois qui suivent cet événement, il fonde un mouvement de renouveau dans sa propre communauté, écrit un livre et décide d'entamer sa mission itinérante. Il publiera plusieurs ouvrages. Selon les estimations, à un moment où la population norvégienne compte environ 900 000 personnes plus ou moins alphabétisées, 100 000 d'entre elles ont pu lire un ou plusieurs livres de Hauge.
Les années suivantes, Hauge parcourt, le plus souvent à pied, la majeure partie de la Norvège, depuis Tromsø, au nord, jusqu'au Danemark, dans le sud. Il tient d'innombrables réunions de Réveil, souvent après les cultes. Hormis ses activités religieuses, il offre des conseils pratiques, et encourage des actions telles les colonies de peuplement dans le nord de la Norvège.
Durant une grande partie de la période 1804-1811, il est emprisonné. À l'époque, les Norvégiens n'ont pas le droit d'organiser des rassemblements religieux sans la caution de l'Église. Hauge est lui-même faussement accusé en diverses occasions. En fin de compte, ce temps d'incarcération fragilisera sérieusement sa santé et conduira à sa mort prématurée.
Dès sa sortie de prison en 1811, il reprend le travail agricole et industriel à Bakkehaugen près de Christiania (aujourd'hui Oslo) et, en 1815, il épouse Andrea Andersdatter, qui meurt en couches. En 1817, il se remarie à Ingeborg Marie Olsdatter ; trois de ses quatre enfants meurent en bas âge.
Il achète la ferme de Bredtvedt (maintenant le site de l'Église de Bredtvedt à Oslo) où il meurt le 29 mars 1824,.

## Influence et postérité

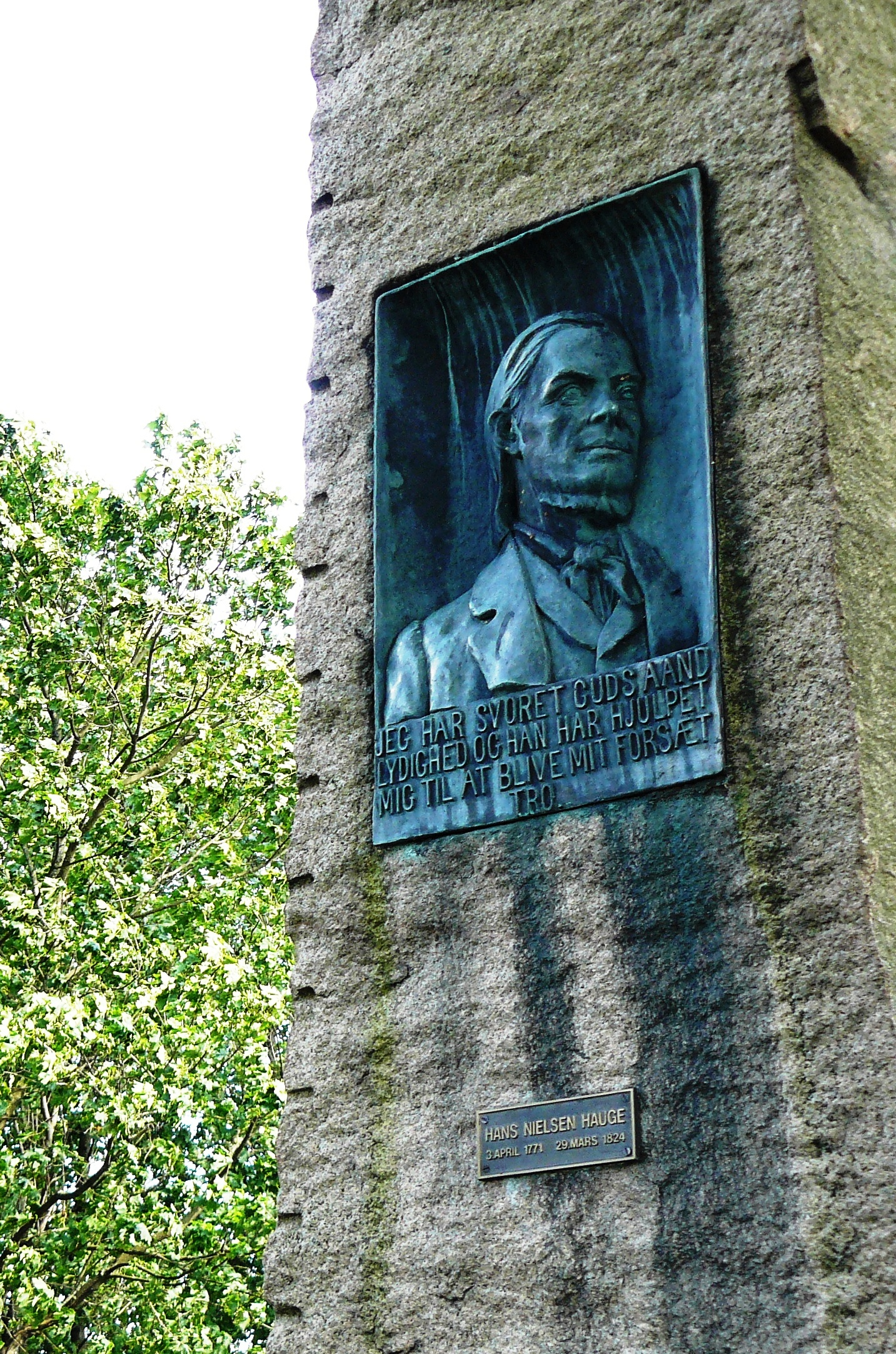
Obélisque de Hans Nielsen Hauge à Oslo.

Dans sa prédication, Hauge a insisté sur un type de spiritualité, qu'il pensait être celle de Martin Luther. Hauge a dirigé des réunions charismatiques, et son organisation est devenue un réseau informel qui, à bien des égards, a défié la position accordée à l'Église d'État. En conséquence, ses disciples et lui-même ont été persécutés de diverses façons. Hauge a été emprisonné à plusieurs reprises et a passé neuf années en prison.
Néanmoins, les « Haugiens » ont accru leur influence au fil du temps. Il est généralement admis que Hauge a eu une profonde influence sur les laïcs et l'histoire religieuse en Norvège. Quelques chiffres peuvent illustrer ce fait. Alors qu'à la fin du XVIIIe siècle, l'auditoire d'un service normal dans l'église de Christiania atteignait à peine 20 personnes sur une population de près de 10 000 habitants, le christianisme sous l'impulsion de Hauge, était près de devenir en Norvège, un véritable cadre pour la tradition et l'éthique là où la vie spirituelle avait auparavant presque disparu. Il n'est pas excessif d'affirmer que Hauge a ranimé la foi dans la majeure partie de la Norvège.
Dans le domaine industriel, ses réalisations (usines et fabriques fondées par lui dans le pays) ont été nombreuses. Toutes sauf une ont disparu durant la révolution industrielle qui éclate en Norvège, au milieu du XIXe siècle. En dépit de cela, sa modestie l'empêche de devenir un capitaliste, et il offre tout ce qu'il avait fondé et inspiré à d'autres frères et amis. Dans une période de crise économique extrême, quand presque tous les barons du bois et les prospères propriétaires de fer font faillite à cause des guerres napoléoniennes, Hauge a montré une possibilité de prospérité par l'initiative individuelle, ce qui a conduit à une nouvelle croissance économique norvégienne quelques années après l'indépendance en 1814. Dans ces domaines, Hauge s'est avéré un contributeur parmi tant d'autres ; toutefois, il fut l'un des plus influents, notamment dans la façon dont il a combiné l'économie et la morale chrétienne : modestie et honnêteté alliées à un travail acharné.
Son influence semble avoir plusieurs raisons :
- Sa défiance vis-à-vis des religieux et des établissements séculiers a donné la parole aux gens ordinaires. Ceci a largement ouvert la voie à la tradition libérale et démocratique aussi bien en Norvège que, d'une manière générale, dans toute la région nordique. Il semble également qu'il y ait un lien évident entre le mouvement Haugien et l'émergence du syndicalisme en Norvège.
- Sa théologie, bien que liée à la doctrine luthérienne, a particulièrement revitalisé en Norvège la notion de religion universelle. L'église norvégienne lui reconnaît aujourd'hui d'avoir amené à faire de la religion une obligation personnelle.
- Ses voyages ont créé des réseaux nationaux qui, d'une manière générale, perdurent dans le système politique norvégien et, en particulier, entre les partis politiques.
- Son plaidoyer pour les populations s'est avéré une importante force dont a bénéficié la révolution industrielle. Trois membres de l'assemblée constitutionnelle en Eidsvoll étaient issus de son mouvement. Il est paradoxal que dans le système scolaire norvégien, Hans Nielsen Hauge soit à peine évoqué en dehors du cours de religion.

Parce que la prédication de Hauge a coïncidé avec les années au cours desquelles de nombreux Norvégiens ont immigré en Amérique, l'influence haugienne a été considérable sur la luthéranisme en Amérique. Au sein même de l'Église évangélique luthérienne d'Amérique, le synode Hauge et le synode Eielsen constituent des indices de cette influence,,.

### Source
- (en) Cet article est partiellement ou en totalité issu de l’article de Wikipédia en anglais intitulé « Hans Nielsen Hauge » (voir la liste des auteurs).